# فوتوغراف
«فوتوغراف» (بالإنجليزية: Photograph)‏ هي أغنية من أداء فرقة الهارد روك الإنجليزية ديف ليبارد وإنتاج روبرت جون "مات" لانج وهي الأغنية الرئيسية من ألبوم الاستوديو الثالث للفرقة، بايرومانيا (1983). وصف مغني الفرقة جو إليوت الأغنية بأنها عموماً عن «شيء ما لا يمكنك امتلاكه أبداً». عندما أُصدرت كأغنية منفردة، وصلت للمرتبة الأولى على لائحة بيلبورد للروك السائد المرتبة #12 في لائحة أغاني البوب المنفردة. في 2006، استعملت الأغنية في الإعلانات الترويجية لإصدار الدي في دي من بليدز أوف غلوري. في 2009، حصلت الأغنية على المركز ال13 بين أفضل أغان الهارد روك في كل العصور من قِبل في إتش 1. وُضعت الأغنية أيضاً في المركز #17 أفضل الأغان في الخمس وعشرين السنة الماضية من قبل في إتش 1.
التسجيل الحي للأغنية عام 1993 في شفيلد، إنجلترا ظهر في لعبة الفيديو الموسيقية غيتار هيرو 3: ليجيندز أوف روك كجزء من حزمة أغاني قابلة للتنزيل لديف ليبارد، وكذلك كان التسجيل الحي لعام 1993 لأغنية «روك أوف إيجز». أُضيفت الأغنية أيضاً لقائمة الأغاني في لعبة الفيديو الموسيقية الإيقاعية باتل أوف ذا باندز. في 2008، غنت الفرقة الأغنية مع مغنية الكونتري بوب تايلور سويفت في سي إم تي كروسرودز.
تسجيل الاستوديو للأغنية ظهر في لعبة الفيديو غراند ثيفت أوتو 5 على محطة إذاعة لوس سانتوس روك.

## الفيديو الموسيقي
توجد نسختان مختلفتان قليلاً للفيديو الموسيقي. النسخة الغير مراقبة تُظهر مشهد سكين في البداية، وفي النسخة المراقبة من الفيديو، فإن الفيديو تقريباً نفسه باسثناء استبدال مشهد السكين بقط أسود ثابت إضافة لإزالة بعض الأجزاء الصغيرة. توجد عدة مرات تظهر فيها شبيهة مؤدية دور مارلين مونرو في الفيديو، حيث أن الأغنية في الحقيقة عن النجمة ومصارحة المغني جو إليوت أنه لا يريد «مجرد صورة [لها]»، إلا أنها كل ما يملكه لها، وعليه أن يكون معجباً بها من بعيد.
الفيديو الموسيقي من إخراج ديفيد ماليت، وتم تصويره في 2 ديسمبر 1982 (عيد الميلاد الثاني والعشرون لعازف غيتار البيس ريك سافج)، في باترسي، لندن، إنجلترا. يبرز في الفيديو أيضاً الظهور الأول لعازف الغيتار الثاني فيل كولين.

## قائمة الأغاني

### 7": فيرتيغو / فونوغرام لتد. / VER 5 (المملكة المتحدة)
هذه النسخة من الأغنية المنفردة 7" لها غلاف مقياسي.
1. «فوتوغراف»
2. «برينغين أون ذا هارتبريك»

### 7": فيرتيغو / فونوغرام لتد. / VERP 5 / غلاف فوتوغراف منبثق (المملكة المتحدة)
هذه النسخة من الأغنية المنفردة تحتوي كاميرا على الغلاف، منبثق منها ضوء تظهر في مارلين مونرو.
1. «فوتوغراف»
2. «برينغين أون ذا هارتبريك»

### 7": فيرتيغو / فونوغرام لتد. / Ver 9 - 605 960-8 (المملكة المتحدة)
هذه النسخة من الأغنية المنفردة مشابهة لمحفظة
1. «فوتوغراف»
2. «برينغين أون ذا هارتبريك»

### 7": ميركري / بوليغرام / 811-215-7 (الولايات المتحدة)
هذه هي النسخة الأمريكية. الغلاف الأمامي مطابق للغلاف البريطاني.
1. «فوتوغراف»
2. «أكشن! نوت ووردز»

## النسخ المقلدة
سجلت الفرقة البريطانية أوفال تقليداً لـ«فوتوغراف» لاسطوانتها المطولة في آيسرينك ريكوردز.
سجل جاني لين نسخة من هذه الأغنية في 2000 لألبوم إكرامي لديف ليبارد بعنوان ليباردمانيا.
غنت فرقة ذا أول-أميريكان ريجيكتس نسخة مقلدة من هذه الأغنية في عرض مباشر لـفي إتش 1 روك أونورز.
غنت الفرقة سانتانا نسخة مقلدة لألبومها لعام 2010 غيتار هيفن: ذا غريتست غيتار كلاسيكس أوف أول تايم. تبرز الأغنية مغني فرقة دوتري، كريس دوتري بدور المغني الرئيسي.
قلدت فرقة الديث ميتال اللحني السويدية/اليونانية نايتريج مع مغني فايرويند، أبولو باباثاناسيو مؤدياً غناءً نظيفاً. ظهرت الأغنية كأغنية إضافية في الإصدار الياباني لألبوم الفرقة لعام 2011، إنسيديوس.

## في الثقافة الشعبية
الأغنية جزء من الموسيقى التصويرية للعبة جراند ثيفت أوتو 5، حيث تُغنى داخل اللعبة على إذاعة لوس سانتوس روك، وتظهر كمحتوى يمكن تنزيله في لعبة غيتار هيرو 3: ليجيندز أوف روك وروك باند 3.

## الأداء في اللوائح

### ديف ليبارد
| اللائحة (1983–84)                        | أعلى مركز |
| ---------------------------------------- | --------- |
| أفضل الأغاني المنفردة لـآر بي إم الكندية | 32        |
| لائحة الأغاني المنفردة البريطانية        | 66        |
| بيلبورد هوت 100 الأمريكية                | 12        |
| أغاني بيلبورد للروك السائد الأمريكية     | 1         |

### لوائح نهاية العام
| اللائحة (1983)            | المركز |
| ------------------------- | ------ |
| بيلبورد هوت 100 الأمريكية | 90     |

### سانتانا بحضور كريس دوتري
| اللائحة (2011–12)                    | أعلى مركز |
| ------------------------------------ | --------- |
| أغاني بيلبورد للروك السائد الأمريكية | 30        |

## وصلات خارجية
- الأغنية في موقع ديف ليبارد الرسمي